# Quận Carroll, New Hampshire
Quận Caroll (tiếng Anh: Carroll County) là một quận nằm trong tiểu bang New Hampshire, Hoa Kỳ. Đến năm 2000, dân số quận là 43.666 người. Quận lỵ quận này là Ossipee 6.
Quận Carroll được thành lập năm 1840 và tổ chức tại Ossipee từ các thị trấn tách ra khỏi quận Strafford. Quận được đặt tên để vinh danh Charles Carroll của Carrollton, người đã qua đời vào năm 1832, người ký cuối cùng còn còn sống trong số những người ký Tuyên ngôn Độc lập.

## Địa lý
Theo Cục Điều tra Dân số Hoa Kỳ, quận có tổng diện tích 992 dặm vuông (2.570 km2). 934 sq mi (2.420 km2) là đất và 58 dặm vuông (150 km2) của nó (5,89%) là diện tích mặt nước. Phía bắc Carroll County được là miền núi. Một số khu vực trượt tuyết, bao gồm Cranmore Mountain, Attitash, vua Pine, và Black Mountain, được nằm ở đây.

### Các quận giáp ranh
- Quận Coos (phía bắc)
- Quận Oxford, Maine (đông bắc)
- Quận York, Maine (đông nam)
- Quận Strafford (phía nam)
- Quận Belknap (tây nam)
- Quận Grafton (phía tây)

## Thông tin nhân khẩu
Theo điều tra dân số 2 năm 2000, quận đã có dân số 43.666 người, 18.351 hộ, và 12.313 gia đình sống trong quận. Mật độ dân số là 18/km ² (47/sq mi). Có 34.750 đơn vị nhà ở với mật độ trung bình là 14/km ² (37/sq mi). Cơ cấu dân tộc của quận gồm có 98,22% người da trắng, 0,17% da đen hay Mỹ gốc Phi, 0,28% người Mỹ bản xứ, 0,38% người châu Á, 0,01% người đảo Thái Bình Dương, 0,17% từ các chủng tộc khác, và 0,77% từ hai hoặc nhiều chủng tộc. 0,48% dân số là người Hispanic hay Latino thuộc chủng tộc nào. 22,5% là tiếng Anh, 15,6% Ailen, 10,5% người Mỹ, Pháp 9,7%, 6,7% người Đức, Ý và 5,8% 5,2% người Scotland tổ tiên theo điều tra dân số năm 2000. 96,5% nói tiếng Anh, 1,6% nói tiếng Pháp là ngôn ngữ đầu tiên của họ.
Có 18.351 hộ, trong đó 27,40% có trẻ em dưới 18 tuổi sống chung với họ, 55,30% là các cặp vợ chồng sống với nhau, 7,80% có chủ hộ là nữ không có mặt chồng, và 32,90% là không lập gia đình. 26,60% của tất cả các hộ gia đình đã được tạo thành từ các cá nhân và 11,10% có người sống một mình 65 tuổi trở lên đã được người. Bình quân mỗi hộ là 2,35 và cỡ gia đình trung bình là 2,82.
Trong quận có dân số là trải ra với 22,60% ở độ tuổi dưới 18, 5,30% 18-24, 26,50% 25-44, 27,70% 45-64, và 17,80% 65 tuổi trở lên. Tuổi trung bình là 42 năm. Cứ mỗi 100 nữ có 96,60 nam giới. Cứ mỗi 100 nữ 18 tuổi trở lên, đã có 94,20 nam giới.
Thu nhập trung bình cho một hộ gia đình trong quận đã được 39.990 USD, và thu nhập trung bình cho một gia đình là 46.922 USD. Nam giới có thu nhập trung bình 31.811 đô la Mỹ so với 23.922 đối với phái nữ. Thu nhập trên đầu cho các quận được $ 21,931. Giới 5,50% gia đình và 7,90% dân số sống dưới mức nghèo khổ, trong đó có 10,00% những người dưới 18 tuổi và 6,70% có độ tuổi từ 65 trở lên.